# Stockdale (Pensilvania)
Stockdale es un borough ubicado en el condado de Washington en el estado estadounidense de Pensilvania. En el año 2000 tenía una población de 555 habitantes y una densidad poblacional de 807 personas por km².

## Geografía
Stockdale se encuentra ubicado en las coordenadas 40°5′0″N 79°51′2″O / 40.08333, -79.85056.

## Demografía
Según la Oficina del Censo en 2000 los ingresos medios por hogar en la localidad eran de $30,000 y los ingresos medios por familia eran $33,750. Los hombres tenían unos ingresos medios de $30,781 frente a los $25,000 para las mujeres. La renta per cápita para la localidad era de $19,470. Alrededor del 14.1% de la población estaba por debajo del umbral de pobreza.